# Marta Gallén Peris
Marta Gallén Peris (Castelló de la Plana, 19 de desembre de 1964) és una política valenciana, diputada a les Corts Valencianes en la IX legislatura.
És diplomada en graduat social. Ha treballat com a gerent d'Efectos Navales Gallén-Guzmán. Militant del PPCV, fou escollida regidora d'esports, d'igualtat i de joventut de l'Ajuntament de Castelló de la Plana a les eleccions municipals espanyoles de 2003. Després de les eleccions municipals espanyoles de 2007 fou tinent d'alcalde del Grau de Castelló i després de les eleccions municipals espanyoles de 2011 fou vicealcaldessa de Castelló.
Ha estat escollida diputada per Castelló de la Plana a les eleccions a les Corts Valencianes de 2015.